# Plit
Plit är en huggvärja som  särskilt från mitten av 1700-talet var en icke officiell benämning i Sverige på infanteriets huggare. Begreppet användes även som symbol för krigarlivet eller krigaryrket.
Denna typ av vapen bars bland annat av poliser och fångvaktare och plit blev ett begrepp och slangord för dessa som framför allt används av interner på fångvårdsanstalter. Det används i huvudsak som ett skällsord.